# Ankylopteryx octopunctata
Ankylopteryx octopunctata är en insektsart som först beskrevs av Fabricius 1793.  Ankylopteryx octopunctata ingår i släktet Ankylopteryx och familjen guldögonsländor.

## Underarter
Arten delas in i följande underarter:
- A. o. borneensis
- A. o. kisserensis
- A. o. punctata
- A. o. trimaculata
- A. o. sigillaris
- A. o. candida
- A. o. octopunctata